# Mexsat 2
O Mexsat 2 (ex-Skyterra 2 e MSV 2. Também conhecido por Morelos III) é um satélite de comunicação geoestacionário mexicano que faz parte do sistema Mexsat, o mesmo foi construído pela empresa Boeing Satellite Systems, ele está localizado na posição orbital de 117 graus de longitude oeste e é operado pela Secretaria de Comunicações e Transportes (SCT) do México. O satélite foi baseado na plataforma BSS-702HP-GEM (GEOMOBILE) e sua expectativa de vida útil é de 15 anos.

## História
A Boeing anunciou em dezembro de 2010, que recebeu um contrato de cerca de US $ 1 bilhão do governo do México para fornecer um sistema de comunicações por satélite end-to-end. O sistema, conhecido como Mexsat, será composto de três satélites, dois locais de solo, sistemas de operações de rede associadas e terminais de referência para usuários. O sistema Mexsat fornecerá comunicações seguras para as necessidades de segurança nacional do México, assim como cobertura reforçada para as telecomunicações civis do país.
Nos termos do contrato, a Boeing vai entregar um sistema completo de satélite composto pelos satélites Mexsat 1 e Mexsat 2 baseados na plataforma da Boeing 702HP GEOMOBILE o sistema Mexsat já contava com um satélite que opera nas bandas C e Ku, o Mexsat 3, que  fornece serviços via satélite a partir da órbita geoestacionária. O Mexsat 3 foi lançado ao espaço no final de 2012.
O satélite Mexsat 2 fornece 14 kilowatts de energia por meio de asas com cinco painéis solares que usam painéis de alta eficiência. O satélite tem um refletor de banda L de 22 metros para os serviços móveis via satélite, complementados por uma antena de 2 metros de banda Ku.
O satélite Mexsat 2 é declaradamente uma modificação do satélite Skyterra 2 que foi cancelado antes de ser concluído.
Após a falência da LightSquared, a plataforma em versão móvel Boeing 702HP do satélite Skyterra 2 foi modificada para que ela pudesse ser reaproveitada em um lançamento em 2015 para o sistema Mexsat como Mexsat 2, sob contrato feito pela Secretaria de Comunicações e Transportes (SCT) do México em 2010 e alterado em dezembro de 2012.

## Lançamento
O satélite foi lançado com sucesso ao espaço no dia 2 de outubro de 2015, às 10:28 UTC, por meio de um veiculo Atlas-5 (421), lançado a partir da Estação da Força Aérea de Cabo Canaveral, na Flórida, EUA. Ele tinha uma massa de lançamento de 5.800 kg.

## Capacidade e cobertura
O Mexsat 2 é equipado com transponders nas bandas L e Ku para fornecer comunicações seguras para as necessidades de segurança nacional do México, bem como reforçar a cobertura de telecomunicações civil do país.